# تستلینگن
تستلینگن (به آلمانی: Zethlingen) یک منطقهٔ مسکونی در آلمان است که در کالبه واقع شده‌است. تستلینگن ۳۰۷ نفر جمعیت دارد.